# N'Golo Kanté
N'Golo Kanté (n. 29 martie 1991, Paris, Franța) este un fotbalist francez aflat sub contract cu Ittihad FC din Liga Profesionistă din Arabia Saudită. A făcut parte din lotul Franței care a atins finala Euro 2016 și din cel câștigător al Campionatul Mondial din 2018.

## Carieră

### Leicester City
Pe 3 august 2015, Kanté a fost transferat la Leicester City Football Club din Premier League la cererea expresă a noului antrenor al echipei Claudio Ranieri. Operațiunea a fost estimată la aproximativ 5,6 milioane de lire sterline (aproximativ 8 milioane de euro), iar jucătorul a semnat un contract de patru ani.
A jucat primul său meci cu tricoul lui Leicester pe 8 august în prima etapă din Premier League înlocuindu-l Jamie Vardy cu doar câteva minute înainte de sfârșitul meciului dintre Sunderland și echipa sa. Scorul final a fost 4-2 în favoarea echipei Leicestershire. Primul său gol cu vulpile a venit pe 7 noiembrie pe King Power Stadium, în victoria cu 2-1 a lui Leicester City cu Watford. Francezul a fost unul dintre cei mai importanți jucători din sezon, pentru că el a fost cel care a adus echilibrul la mijlocul terenului pentru a obține primul titlu de campioană a lui Leicester. Atunci s-a realizat faptul că Kanté a fost unul dintre jucătorii cheie pentru câștigarea titlului.

### Chelsea
A fost achiziționat de Chelsea pe 16 iulie 2016 pe o sumă de 30 de milioane de euro, semnând pe 4 sezoane, urmând ca acesta sa fie unul din cele mai importante transferuri a clubului. A ajuns la clubul londonez după performanțele sale din sezonul anterior, fiind o piesă vitală în obținerea titlului de campioană a lui Leicester, fosta sa echipă.

### Al-Ittihad
Pe data de 21 iunie 2023, Kante a fost de acord să semneze pentru clubul din Arabia Saudită Al-Ittihad pe 1 iulie, după expirarea contractului său cu Chelsea.

## Statistici carieră

### Club
La 24 august 2024.
| Club           | Sezon         | Campionat                             | Campionat | Campionat | Cupă    | Cupă   | Cupa Ligii | Cupa Ligii | Europa  | Europa | Altele  | Altele | Total   | Total  |
| Club           | Sezon         | Divizie                               | Meciuri   | Goluri    | Meciuri | Goluri | Meciuri    | Goluri     | Meciuri | Goluri | Meciuri | Goluri | Meciuri | Goluri |
| -------------- | ------------- | ------------------------------------- | --------- | --------- | ------- | ------ | ---------- | ---------- | ------- | ------ | ------- | ------ | ------- | ------ |
| Boulogne       | 2011–12       | Ligue 2                               | 1         | 0         | 0       | 0      | 0          | 0          | —       | —      | —       | —      | 1       | 0      |
| Boulogne       | 2012–13       | Championnat National                  | 37        | 3         | 2       | 1      | 0          | 0          | —       | —      | —       | —      | 39      | 4      |
| Boulogne       | Total         | Total                                 | 38        | 3         | 2       | 1      | 0          | 0          | —       | —      | —       | —      | 40      | 4      |
| Caen           | 2013–14       | Ligue 2                               | 38        | 2         | 4       | 1      | 1          | 0          | —       | —      | —       | —      | 43      | 3      |
| Caen           | 2014–15       | Ligue 1                               | 37        | 2         | 1       | 1      | 1          | 0          | —       | —      | —       | —      | 39      | 3      |
| Caen           | Total         | Total                                 | 75        | 4         | 5       | 2      | 2          | 0          | —       | —      | —       | —      | 82      | 6      |
| Leicester City | 2015–16       | Premier League                        | 37        | 1         | 1       | 0      | 2          | 0          | —       | —      | —       | —      | 40      | 1      |
| Chelsea        | 2016–17       | Premier League                        | 35        | 1         | 5       | 1      | 1          | 0          | —       | —      | —       | —      | 41      | 2      |
| Chelsea        | 2017–18       | Premier League                        | 34        | 1         | 5       | 0      | 2          | 0          | 6       | 0      | 1       | 0      | 48      | 1      |
| Chelsea        | 2018–19       | Premier League                        | 36        | 4         | 2       | 0      | 5          | 1          | 10      | 0      | 0       | 0      | 53      | 5      |
| Chelsea        | 2019–20       | Premier League                        | 22        | 3         | 1       | 0      | 0          | 0          | 4       | 0      | 1       | 0      | 28      | 3      |
| Chelsea        | 2020–21       | Premier League                        | 30        | 0         | 4       | 0      | 1          | 0          | 13      | 0      | —       | —      | 48      | 0      |
| Chelsea        | 2021–22       | Premier League                        | 26        | 2         | 3       | 0      | 4          | 0          | 6       | 0      | 3       | 0      | 42      | 2      |
| Chelsea        | 2022–23       | Premier League                        | 7         | 0         | 0       | 0      | 0          | 0          | 2       | 0      | —       | —      | 9       | 0      |
| Chelsea        | Total         | Total                                 | 190       | 11        | 20      | 1      | 13         | 1          | 41      | 0      | 5       | 0      | 269     | 13     |
| Al-Ittihad     | 2023–24       | Liga Profesionistă din Arabia Saudită | 30        | 2         | 4       | 1      | —          | —          | 6       | 0      | 6       | 1      | 46      | 4      |
| Al-Ittihad     | 2024–25       | Liga Profesionistă din Arabia Saudită | 1         | 0         | 0       | 0      | —          | —          | —       | —      | —       | —      | 1       | 0      |
| Al-Ittihad     | Total         | Total                                 | 31        | 2         | 4       | 1      | —          | —          | 6       | 0      | 6       | 1      | 47      | 4      |
| Total carieră  | Total carieră | Total carieră                         | 371       | 21        | 32      | 5      | 17         | 1          | 47      | 0      | 11      | 1      | 478     | 28     |